# Ashot Karagyan
Ashot Hakobi Karagyan (en arménien : Աշոտ Հակոբի Կարագյան), né le 23 janvier 1951 à Erevan, est un escrimeur arménien. Avec les équipes soviétiques d'épée, son arme de prédilection, mais aussi de fleuret, il a décroché plusieurs médailles olympiques et mondiales entre 1973 et 1981.
Il a été le premier escrimeur arménien distingué au niveau mondial, suivi depuis par Karina Aznavourian et Yana Egorian, qui tirent cependant pour la Russie. Il tirait occasionnellement sous la bannière de la République socialiste soviétique d'Arménie, sous laquelle il a remporté le Glaive de Tallinn en 1979.

## Carrière
Karagyan ne prit part qu'à une seule édition des Jeux olympiques, en 1980, à Moscou. Pilier de l'équipe soviétique d'épée, avec laquelle il a été sacré champion du monde l'année précédente, il remporte onze des dix-sept assauts qu'il mène tout au long de la compétition, avec un seul bilan négatif d'une victoire et deux défaites, contre l'équipe de France, en demi-finale. Dans le match pour la troisième place, il récolte deux des neuf victoires soviétiques pour décrocher la médaille de bronze.
Il est aussi, durant ces Jeux, le héros malheureux de l'épreuve de fleuret par équipes. Moins confortable à cette arme qu'à l'épée, il tient le rôle de « joker » jusqu'à la finale. Durant cette dernière, les Soviétiques affrontent de nouveau l'équipe de France et Karagyan dispute quatre assauts, tous perdus, qui permettent aux Français d'égaliser à huit victoires partout et de s'imposer au nombre de touches portées (68 à 60). 
Malgré cette déconvenue, Karagyan et l'équipe soviétique prennent leur revanche en devenant de nouveau champions du monde d'épée, en France, dès l'année suivante.

## Palmarès
Sauf précision contraire, ces médailles ont été obtenues à l'épée
- Jeux olympiques
  -  Médaille d'argent au fleuret par équipes aux Jeux olympiques de 1980 à Moscou
  -  Médaille d'argent par équipes aux Jeux olympiques de 1980 à Moscou

- Championnats du monde d'escrime
  -  Médaille d'or par équipes aux championnats du monde d'escrime 1979 à Melbourne
  -  Médaille d'or par équipes aux championnats du monde d'escrime 1981 à Clermont-Ferrand
  -  Médaille d'argent par équipes aux championnats du monde d'escrime 1978 à Hambourg
  -  Médaille de bronze par équipes aux championnats du monde d'escrime 1973 à Göteborg
  -  Médaille de bronze par équipes aux championnats du monde d'escrime 1977 à Buenos Aires